# NGC 5746
NGC 5746 é uma galáxia espiral barrada (SBb) localizada na direcção da constelação de Virgo. Possui uma declinação de +01° 57' 22" e uma ascensão recta de 14 horas, 44 minutos e 55,7 segundos.
A galáxia NGC 5746 foi descoberta em 24 de Fevereiro de 1786 por William Herschel.